# 列車特定区間
列車特定区間（れっしゃとくていくかん）は、JR線の運賃・料金計算制度の特例とされるものの一つ。

## 概要・歴史

### 概要
JR各社の「旅客営業規則」は、列車特定区間について次のように規定している。
- 第70条の2 次の各号に掲げる場合で、当該各号の末尾のかっこ内の上段の区間を乗車するときは、第67条の規定にかかわらず、○印の経路の営業キロによって急行料金及び特別車両料金を計算する。
- 同条第2項 前項各号に掲げる列車で当該各号の末尾のかっこ内の上段の区間を乗車する場合、その区間内において途中下車しない限り、第67条の規定にかかわらず、○印の経路の営業キロによって旅客運賃を計算することがある。このとき、乗車券の券面の経路は、旅客運賃の計算の経路を表示する。

上記の「各号」にあたるものを、以下に表形式で記す。
| 号 | ケース | 実経路区間                                                                | 運賃・料金計算経路                                         |
| -- | --- | ------------------------------------------------------------------------- | ---------------------------------------------------------- |
| 1  | 赤羽以遠（川口方面）の各駅と池袋以遠（目白方面）の各駅との相互間を、 東北本線及び山手線経由で直通運転する列車に乗車するとき                                                      | 東北本線（京浜東北線）及び山手線                                          | 赤羽線（埼京線）                                           |
| 2  | 代々木以遠（新宿方面）の各駅と錦糸町以遠（亀戸方面）の各駅との相互間を、 山手線、東海道本線及び総武本線経由で直通運転する急行列車に乗車するとき                                  | 山手線、東海道本線中品川・東京間及び 総武本線（総武快速線）東京・錦糸町間 | 中央本線及び総武本線（中央・総武緩行線）御茶ノ水・錦糸町間 |
| 3  | 岡谷以遠（下諏訪方面）の各駅と塩尻以遠（洗馬又は広丘方面）の各駅との相互間を、 中央本線（辰野経由）で直通運転する急行列車に乗車するとき                                          | 中央本線（辰野経由）                                                      | 中央本線（みどり湖経由）                                   |
| 4  | 尼崎以遠（塚本方面）の各駅と和田山以遠（養父方面）の各駅との相互間を、 山陽本線、播但線及び山陰本線経由で直通運転する急行列車に乗車するとき                                      | 山陽本線、播但線及び山陰本線                                              | 東海道本線、福知山線及び山陰本線                           |
| 5  | 赤羽以遠（川口又は北赤羽方面）の各駅と品川駅との相互間及び、 品川以遠（大井町又は西大井方面）の各駅と赤羽駅との相互間を、 東北本線及び山手線経由で直通運転する列車に乗車するとき | 東北本線及び山手線                                                        | 東北本線及び東海道本線                                     |

また、上記の規定によって発売された乗車券を使用するにあたって、その趣旨の通り使用できる規定がなされている。
- 第154条　第70条の2第2項の規定により発売した乗車券を所持する旅客は、同条第1項各号に掲げる列車に乗車する場合に限り、その乗車券の券面に表示された経路にかかわらず、同条第1項各号の規定の末尾に記載されたかっこ内の○印のない経路を当該列車によりう回して乗車することができる。ただし、う回乗車区間内においては、途中で下車することはできない。

経路特定区間に類似した制度であるが、経路特定区間は利用する列車や途中下車に関して制約が科されない性質の規定であるのに対し、列車特定区間の規定は利用する列車を特定し、途中下車しない条件で、短い距離の経路で運賃と料金を計算する制度である。
かつては市販の時刻表では、本文中で適用される個別の列車の箇所にこの制度についての注記が記載されていたが、数が減ったこともあり現在は営業制度のページ（いわゆる「ピンクページ」）にまとめて記載されている。

### 歴史
1947年（昭和22年）に上野駅 - 金沢駅間に上越線経由の列車が設定された際に、当時の信越本線（高崎駅 - 長野駅 - 直江津駅間）経由の運賃の適用を認めたことが、最初の制定とされる。輸送力が不足していた時代（戦後復興期）に、最短ルート以外の列車に旅客を誘導する（最短ルートの列車を利用できない旅客を救済する）ことを主な目的としていた。代表的なものとしては、福島駅 - 青森駅間（奥羽本線経由でも東北本線経由で計算）、大宮駅 - 秋田駅間（上越線・羽越本線経由でも奥羽本線経由で計算）などがあり、小倉駅 - 西鹿児島駅（現・鹿児島中央）のように料金のみ列車特定適用の区間もあった。
しかし、ミニ新幹線を含む新幹線の開業などにより、該当していた在来線長距離列車の運転区間が大幅に削減され、その結果、制度の対象は大きく減少した。
中には天北線と宗谷本線や、大宮 - 青森間のように、片方のルートの全部ないし一部が廃止（第三セクター鉄道への転換でJR路線でなくなった場合も含む）で消滅したケースもある。

### 現状
2024年現在、存在する定期列車により当規定が適用される場合は以下の通り。
1. 湘南新宿ライン（赤羽駅 - 品川駅間を東北本線・山手線経由で直通する列車に限る[注 7]）：
  - 品川駅以遠（大井町又は西大井方面） - 赤羽駅[注 8][注 9]
    - 東海道本線・東北本線（王子[注 10]）経由で計算。
2. 湘南新宿ライン（赤羽駅 - 池袋駅間を東北本線・山手線経由で直通する列車に限る[注 11]）：
  - 赤羽駅以遠（川口方面） - 池袋駅以遠（目白方面）[注 12]
    - 赤羽線経由で計算。
3. 特急「成田エクスプレス」：
  - 代々木駅以遠（新宿方面）[注 13] - 錦糸町駅以遠（千葉方面）
    - 中央本線・総武本線（御茶ノ水 - 錦糸町）経由で計算。
4. 特急「はまかぜ」：
  - 尼崎駅以遠（大阪方面） - 和田山駅以遠（城崎温泉方面）
    - 福知山線・山陰本線経由で計算。

この4例の中でかつての「輸送力救済形」の姿を残すのは、4の「尼崎駅 - 和田山駅」間のみである。しかし、列車の運行目的自体が登場当時と変わったこともあり、「輸送力救済」としての意義はほぼ失われ、JR側の都合で複数の経路で列車を運行するにあたって旅客の便宜を図るものへと性格を変えている。残る3例は「電車大環状線」区間（旅規第70条の太字区間）で迂回する列車について、「電車大環状線」の規定（旅規第70条・同159条・同160条）が適用されない場合を補完する目的で制定されたものである。

### 「電車大環状線」およびその他の規則との関係
前述の現行の例のうち、1から3までは適用区間が「電車大環状線」（旅規第70条・第159条・第160条）と重複しているといえる。「電車大環状線」による規定は「列車特定区間」と違って利用できる列車に制約がないため、「電車大環状線」による規定が適用できるのであればその方が旅客にとって有利となる。以下に、前述の例の場合にどのような解釈がなされ、また特に「列車特定区間」の規定が運用される場合を記す。
1. - 運賃部分について、普通乗車券もしくは回数乗車券を用いた場合
    - 「電車大環状線」の規定のうち、旅規第160条が適用される

  - 運賃部分について、定期乗車券もしくは団体乗車券を用いた場合
    - 「列車特定区間」の規定が適用される

  - 料金部分[注 15]
    - 旅規第175条第4項[注 16]が適用される
2. - 運賃部分について、普通乗車券もしくは回数乗車券を用いた場合
    - 「電車大環状線」の規定のうちのいずれかに該当するため、そちらが適用される

  - 運賃部分について、定期乗車券もしくは団体乗車券を用いた場合
    - 旅規第70条の事例に該当する場合は「電車大環状線」、そうでない場合は「列車特定区間」の規定が適用される

  - 料金部分
    - 「列車特定区間」の規定が適用される
3. - 運賃部分について、普通乗車券もしくは回数乗車券を用いた場合
    - 「電車大環状線」の規定のうちのいずれかに該当するため、そちらが適用される

  - 運賃部分について、定期乗車券もしくは団体乗車券を用いた場合
    - 旅規第70条の事例に該当する場合は「電車大環状線」、そうでない場合は「列車特定区間」の規定が適用される

  - 料金部分
    - 旅規第70条の事例に該当する場合は「電車大環状線」、そうでない場合は「列車特定区間」の規定が適用される

上記の通り、1から3の事例では定期乗車券もしくは団体乗車券を使用した場合の運賃部分および料金券の料金計算部分において「列車特定区間」の意義があり、普通乗車券及び回数乗車券を使用する場合はあらゆるケースが事実上「電車大環状線」で規定できるため、列車の制約がある「列車特定区間」は持ち込まない。

## 列車特定区間非適用の事例
複数の経路を通る特急列車があっても、距離の長い方が所要時間が短く救済列車とみなされない場合には設定されない。「サンライズ出雲」と「出雲」（2006年廃止）のケースがその典型である。
また、日暮里 - 岩沼間で2001年に経路特定区間が廃止された際、廃止代償といえる「スーパーひたち」での上野 - 岩沼以北間の通し乗車時の列車特定区間が設定されなかった事例もある。
その他、博多 - 大分・別府間で複数の経路を通るJR特急列車があるが、これらも列車特定区間非適用である。